# Walter Creighton Brown
Pour les articles homonymes, voir Brown.
Cet article possède un paronyme, voir Walter Brown (homonymie).
Walter Creighton Brown, né le 18 août 1913 à Butte (Montana - États-Unis), mort le 15 juillet 2002 à Murphys, est un herpétologiste américain.